# Ерік Біле
Ерік Біле (фр. Eric Bile, нар. 24 грудня 2004) — івуарійський футболіст, нападник болгарського клубу «Лудогорець». Виступав також за клуб «Жиліна». Чемпіон Болгарії.

## Ігрова кар'єра
Ерік Біле народився 2004 року. Розпочав займатися футболом у Гані в академії дочірнього клубу словацької «Жиліни» «Жиліна Африка». У 2023 році івуарієць перейшов до основної команди клубу «Жиліна», в якій грав до початку 2025 року, взявши участь у 42 матчах чемпіонату. З початку 2025 року Біле грає у складі болгарського клубу «Лудогорець». У складі команди футболіст у сезоні 2024—2025 років став чемпіоном Болгарії.

## Титули і досягнення
- Чемпіон Болгарії (1):

«Лудогорець»: 2024–2025
- Володар Кубка Болгарії (1):

«Лудогорець»: 2024–2025
- Володар Суперкубка Болгарії (1):

«Лудогорець»: 2024